# 坂泰知
坂 泰知（さか やすとも、1965年（昭和40年）10月1日 - ）は、読売テレビ。

## 人物・経歴
- 北海道釧路市生まれ。北海道釧路湖陵高等学校、武蔵大学人文学部社会学科卒業。
- 1988年、アナウンサーとして読売テレビ入社、同期に山本純也と高岡達之がいる。主に報道中継や報道番組のナレーターを担当する。ナレーターの実力は5本の指に入ると評価されている。
- 1997年3月31日から辛坊治郎に代わり、『ニューススクランブル』2代目キャスターに就任し番組終了までの12年間担当した。
- 2006年6月1日人事異動。「編成局アナウンス部兼報道局」から「報道局」に。
- 2009年3月27日『ニューススクランブル』終了。同年7月1日人事異動。プロデューサー専業となる。
- 2019年6月1日人事異動。「報道局チーフプロデューサー」から「経営企画局」に。
- 2021年6月1日人事異動。「経営企画局局次長」から「報道局」に。
- 2023年7月1日人事異動。「報道局」から「制作局」に。
- 2024年6月1日人事異動。

## 過去の出演番組
- ニュースBOX朝一番
- ニューススクランブル(月～金18:16-19:00)～1997.03まではレポーター、辛坊キャスターの代役でキャスターを務めた。そして、1997.4から最終回までキャスターを務めた。
- かんさい情報ネットten. 特集ナレーター（2016年6月30日まではチーフプロデューサー兼務）
- NNNドキュメント ナレーター[1]
- 報道特別番組など